# Harm Dieder Kirschner
Harm Dieder Kirschner (* 1962) ist Orgelbaumeister mit Sitz in Stapelmoor (Ostfriesland).

## Leben
Von 1982 bis 1986 ging er in die Orgelbaulehre bei Emil Hammer (Hannover). Kirschner war von 1987 bis 1991 und von 1995 bis 1997 bei den Orgelbauern Jürgen Ahrend, ab 1991 bei Johannes Rohlf sowie in den Jahren 1991 bis 1994 bei Orgelbau Mühleisen (Leonberg) tätig. Er absolvierte den Meisterkurs der Musikfachschule für Orgelbau in Ludwigsburg (1991–94). Nachdem er zehn Jahre eine Orgelwerkstatt in Weener geführt hatte (1997–2007), verlegte er 2007 seinen Sitz nach Stapelmoor, wo eine neue Werkstatt gebaut wurde. Im Oktober 2009 waren dort fünf Mitarbeiter angestellt. Nach einer dreimonatigen Experimentierzeit mit einer provisorischen Gießerei in Weener betreibt Kirschner zusammen mit Winold van der Putten seit 2001 eine Gießerei im niederländischen Finsterwolde, wo das Verfahren des Sandgusses aus dem 17. Jahrhundert wiederbelebt und das Pfeifenmaterial in traditioneller Art gehämmert wird. Hierzu entwickelte Kirschner anhand der Zeichnungen von Dom Bédos eine mechanische Hämmermaschine.
Im Herbst 2008 entdeckt Kirschner im Rahmen von Restaurierungsarbeiten Handschriften aus dem 15. Jahrhundert, die im Windbalg der Burhafer Orgel zur Abdichtung gedient hatten. Es handelt sich um Abschriften der „Summa de vitiis“ („Summe der Laster“), die der Dominikaner Wilhelmus Peraldus im 13. Jahrhundert über die Sünde verfasst hatte, sowie um liturgische Fragmente. Vermutlich stammen sie aus einem aufgehobenen Kloster und hatten nach der Reformationszeit für das protestantische Ostfriesland keinen Wert mehr.
2018 besuchte ihn das NDR-Fernsehen für einen Bericht in der Sendung Hallo Niedersachsen.

## Werk
Schwerpunkt von Kirschners Arbeit sind Orgelneubauten in Nordwestdeutschland. Er ist aber auch mit verschiedenen Werken im Ruhrgebiet und vereinzelt international tätig. Stilistisch ist er nicht festgelegt, sondern baut in barocker, romantischer oder moderner Art. Kirschner hat inzwischen über 30 Orgelreparaturen und stilgerechte Restaurierungen durchgeführt.

## Werkliste (Auswahl)
| Jahr      | Ort                     | Kirche                      | Bild | Manuale | Register | Anmerkungen |
| --------- | ----------------------- | --------------------------- | ---- | ------- | -------- | --- |
| 1997      | Markoldendorf           | Martinskirche               |      | II      | 23       | Erste Arbeit der Orgelbauwerkstatt Kirschner Restaurierung der Orgel und Instandsetzung/Inbetriebnahme der Kastenbälge. Gemeinschaftsarbeit mit Katrin Haspelmath      |
| 1997      | Westerstede             | St.-Petri-Kirche            |      | I       | 7        | Truhenorgel nach Gottlieb Näser (1734) |
| 2000      |                         | Privat                      |      | I       | 4        | Truhenorgel |
| 2001–2002 | Stiepel                 | Dorfkirche Stiepel          |      | I       | 5        | Truhenorgel |
| 2001      | St. Georgiwold          | St. Georgiwolder Kirche     |      | I/p     | 5        | Umdisponierung der Orgel von Jehmlich, die bis 2001 in Duhnen stand (Zimbel II zu Octave 4′)                                                                           |
| 2002      | Toyota (Aichi) (Japan)  | City Concert Hall Nohgakudo |      | III/P   | 59       | Gemeinschaftsprojekt mit John Brombaugh (USA) |
| 2002      | Firrel                  | Andreaskirche               |      | I/P     | 11       | Umbau |
| 2002      | Porto (Portugal)        | St. Lourenzo                |      | II/P    | 8        | Neubau, Übungsorgel |
| 2003      | Stiepel                 | Dorfkirche Stiepel          |      | II/P    | 15       | Neubau, der sich am barocken Stil orientiert |
| 2005      | Hesel                   | Liudgerikirche              |      | II/P    | 13       | Reparatur und Umdisponierung der Orgel von Alfred Führer (1961) |
| 2005      | Ringstedt               | St. Fabian                  |      | II/P    | 18       | Renovierung der Orgel von Georg Wilhelm Wilhelmy (1788) und Alfred Führer (1974)                                                                                       |
| 2005      | Weener                  | Privat                      |      | II/p    | 2        | Neubau Wandorgel |
| 2006      | Münster                 | Lukaskirche                 |      | II/P    | 22       | Umdisponierung und Intonation der Orgel von Gustav Steinmann (1961) |
| 2006      | Nenndorf-Tunxdorf       | Herz Mariä                  |      | II/P    | 8        | Erweiterung und Umdisponierung |
| 2006      | Buxtehude               | St. Petri                   |      | I       | 7        | Truhenorgel mit Transponiervorrichtung, die seit 2010 in St. Petri Buxtehude                                                                                           |
| 2007      | Weener                  | Organeum                    |      |         |          | Orgelfunktionsmodell |
| 2008      | Norderney               | Evangelische Inselkirche    |      | III/P   | 30       | Neubau im romantischen Stil |
| 2008      | Kuhstedt                | Erlöserkirche               |      | II/P    | 18       | Renovierung der Orgel von P. Furtwängler & Hammer (1893) |
| 2008      | Duisburg-Hamborn        | Abtei Hamborn               |      | III/P   | 45       | Reparatur der Mönch-Orgel (1986) |
| 2009/2022 | Burhafe                 | St.-Florian-Kirche          |      | I/P     | 12       | Restaurierung der Orgel von Johann Gottfried Rohlfs (1794) und Rekonstruktion der beiden Zungenregister (2022)                                                         |
| 2010      | Sexbierum (Niederlande) | Sixtuskerk                  |      | II/P    | 22       | Mitarbeit bei der Restaurierung und Erweiterung der Orgel von Bakker en Timmenga (1992) im Gehäuse von Albertus Antonius Hinsz (1766–67) durch Mense Ruiter (Zuidhorn) |
| 2012–2013 | Cirkwehrum              | Cirkwehrumer Kirche         |      | II/p    | 8        | umfassende Sanierung der letzten Orgel der Gebr. Rohlfs (1877–1879) |
| 2014      | Hattingen               | Sankt Georg                 |      | II/P    | 31       | Restaurierung Orgel von Christian Roetzel (1830) |
| 2015      |                         | Privat                      |      | II/P    | 11       | Neubau einer „Cammerorgel“ im Cornettton |
| 2017–2018 | Neuenburg               | St. Georg, Schlosskapelle   |      | II/P    | 12       | Restaurierung der Orgel von Johann Claussen Schmid (1875) in zwei Bauabschnitten                                                                                       |
| 2019      | Mitling-Mark            | Mitling-Marker Kirche       |      | I/P     | 8        | Restaurierung Orgel von Brond de Grave Winter (1860) |
| 2020      |                         | Privat                      |      | I       | 1        | Continuo mit Gedeckt 8´ Aufsatzmöglich für ein Cembalo (koppelbar) |
| 2021      | Weener                  | Werkstatt                   |      | Pedal   | 1        | Pedalorgel (Quarantina) 8´, 6´, 4´ |
| 2024      | Blomberg                | Kirche                      |      | I/P     | 9        | Restaurierung der Diepenbrock Orgel von 1893 Prospektpfeifen von 1927 erneuert.                                                                                        |

## Diskografie
- Die Kirschner-Orgel der Stiepeler Dorfkirche. Stiepel 2005. semprelamusica (Michael Goede, Orgel; Olaf Reimers, Violoncello).
- Du meine Seele singe. Stiepel 2008. semprelamusica (Michael Goede, Orgel und Continuo).
- Was Gott tut, das ist wohlgetan. Stiepel 2009. semprelamusica (Michael Goede, Orgel; Andreas Post, Tenor; Andreas Nachtsheim, Arciliuto).
- Mehr als Barock, Trompete & Orgel. Norderney 2010. Amis du Barogue (Marc Waskowiak, Orgel; Karsten Dobermann, Trompete).